# Craugastor opimus
Craugastor opimus är en groddjursart som först beskrevs av Savage och Myers 2002.  Craugastor opimus ingår i släktet Craugastor och familjen Craugastoridae. IUCN kategoriserar arten globalt som livskraftig. Inga underarter finns listade i Catalogue of Life.